# روابط ایران و غنا
روابط ایران و غنا (انگلیسی: Ghana–Iran relations) به مجموعه روابط سیاسی، اقتصادی و فرهنگی میان کشورهای ایران و غنا گفته می‌شود.

## تاریخچه
در سال ۱۳۵۳ روابط سیاسی میان ایران و غنا رسماً برقرار شد و در سال ۱۳۶۲ سفارت ایران در آکرا گشایش یافت. در سال ۲۰۱۳ محمود احمدی‌نژاد از غنا بازدید کرد.
در بهمن ماه ۱۳۹۴ جان درامانی ماهاما رئیس‌جمهور غنا در راس یک هیئت سیاسی و اقتصادی به ایران سفر کرد و با حسن روحانی و علی خامنه‌ای دیدار داشت.